# Movistar Open 2007 - Singolare
Il singolare del torneo di tennis Movistar Open 2007, facente parte dell'ATP Tour, ha avuto come vincitore Luis Horna che ha battuto in finale Nicolás Massú con il punteggio di 7–5, 6–3

## Round Robin

### Round Robin 1
|   | Round Robin 1               | GON               | PAT               | ALV          |
| 1 | Fernando González (1) (2-0) |                   | GON 5–7, 6–0, 6–4 | GON 6-2, 6–2 |
| 2 | Olivier Patience (1-1)      | GON 7-5, 0–6, 4–6 |                   | PAT 6-2, 6–4 |
| 3 | Thiago Alves (0-2)          | GON 2–6, 2–6      | PAT 2–6, 4–6      |              |

- Vincitore del round robin:  Fernando González

### Round Robin 2
|   | Round Robin 2              | HER          | KUE          | MON                |
| 1 | Óscar Hernández (Q) (1-1)  |              | MON 3–6, 5–7 | HER 7–6(2), 7–6(3) |
| 2 | Gustavo Kuerten (WC) (0-2) | MON 1–6, 4–6 |              | HER 6(2)–7, 6(3)–7 |
| 3 | Albert Montañés (7) (2-0)  | MON 6-3, 7–5 | MON 6-1, 6–4 |                    |

- Vincitore del round robin:  Albert Montañés

### Round Robin 3
|   | Round Robin 3              | CAP             | FRA             | MAS          |
| 1 | Paul Capdeville (WC) (1-1) |                 | CAP 7–6(3), 6–1 | MAS 4–6, 3–6 |
| 2 | Gorka Fraile (0-2)         | CAP 6(3)–7, 1–6 |                 | MAS 3–6, 2–6 |
| 3 | Nicolás Massú (3) (2-0)    | MAS 6-4, 6–3    | MAS 6-3, 6–2    |              |

- Vincitore del round robin:  Nicolás Massú

### Round Robin 4
|   | Round Robin 4            | GUZ               | ROI               | ZAB          |
| 1 | Juan Pablo Guzmán (0-2)  |                   | ROI 6-4, 4–6, 3–6 | ZAB 3–6, 4–6 |
| 2 | Sergio Roitman (6) (2-0) | ROI 4–6, 6–4, 6–3 |                   | ROI 6-4, 6–4 |
| 3 | Mariano Zabaleta (1-1)   | ZAB 6-3, 6–4      | ROI 4–6, 4–6      |              |

- Vincitore del round robin:  Sergio Roitman

### Round Robin 5
|   | Round Robin 5          | HOR          | MEL          | DIM          |
| 1 | Luis Horna (6) (2-0)   |              | HOR 6-3, 6–1 | HOR 6-1, 6–2 |
| 2 | Ricardo Mello (1-1)    | HOR 3–6, 1–6 |              | MEL 6-0, 6–4 |
| 3 | Alessio Di Mauro (0-2) | HOR 1–6, 2–6 | MEL 0–6, 4–6 |              |

- Vincitore del round robin:  Luis Horna

### Round Robin 6
|   | Round Robin 6                   | HAR               | RAM             | AND               |
| 1 | Diego Hartfield (0-2)           |                   | RAM 4–6, 1–6    | AND 3–6, 6–3, 4–6 |
| 2 | Rubén Ramírez Hidalgo (4) (1-1) | RAM 6-4, 6–1      |                 | AND 6(3)–7, 1–6   |
| 3 | Igor' Andreev (2-0)             | AND 6-3, 3–6, 6–4 | AND 7–6(3), 6–1 |                   |

- Vincitore del round robin:  Igor' Andreev

### Round Robin 7
|   | Round Robin 7                      | VAS             | POR          | PAŠ             |
| 1 | Martín Vassallo Argüello (8) (2-0) |                 | VAS 6-1, 6–1 | VAS 7–6(2), 6–4 |
| 2 | Albert Portas (Q) (1-1)            | VAS 1–6, 1–6    |              | POR 6-3, 6–3    |
| 3 | Boris Pašanski (0-2)               | VAS 6(2)–7, 4–6 | POR 3–6, 3–6 |                 |

- Vincitore del round robin:  Martín Vassallo Argüello

### Round Robin 8
|   | Round Robin 8                                                                        | GAU / JUN                | NAV                      | BER                   |
| 1 | Gastón Gaudio (2) (0-2) Gaudio played one match but was replaced by Diego Junqueira. |                          | NAV def. JUN 3–6, 6(5)–7 | BER def. GAU 2–6, 2–6 |
| 2 | Iván Navarro Pastor (1-1)                                                            | NAV def. JUN 6-3, 7–6(5) |                          | BER 6(2)–7, 2–6       |
| 3 | Carlos Berlocq (2-0)                                                                 | BER def. GAU 6-2, 6–2    | BER 7–6(2), 6–2          |                       |

- Vincitore del round robin:  Carlos Berlocq

## Tabellone

### Legenda
| - Q = Qualificato - WC = Wild card - LL = Lucky loser | - ALT = Alternate - SE = Special Exempt - PR = Protected Ranking | - w/o = Walkover - r = Ritirato - d = Squalificato |

## Qualificazioni

### Finali
|  | Quarti | Quarti                   | Quarti        | Quarti | Quarti |  |  | Semifinali | Semifinali               | Semifinali               | Semifinali    | Semifinali    |   |   | Finale | Finale     | Finale     | Finale | Finale |  |
|  |        |                          |               |        |        |  |  |            |                          |                          |               |               |   |   |        |            |            |        |        |  |
|  | 1      | Fernando González        | 3             | 6      | 4      |  |  |            |                          |                          |               |               |   |   |        |            |            |        |        |  |
|  | 7      | Albert Montañés          | 6             | 3      | 6      |  |  | 7          | Albert Montañés          | Albert Montañés          | 1             | 3             |   |   |        |            |            |        |        |  |
|  | 3      | Nicolás Massú            | 0             | 7      |        |  |  | 3          | Nicolás Massú            | Nicolás Massú            | 6             | 6             |   |   |        |            |            |        |        |  |
|  | 6      | Sergio Roitman           | 6             | 63     | r      |  |  |            |                          |                          |               |               |   |   | 6      | Luis Horna | Luis Horna | 7      | 6      |  |
|  | 6      | Luis Horna               | Luis Horna    | 6      | 6      |  |  |            |                          | 3                        | Nicolás Massú | Nicolás Massú | 5 | 3 |        |            |            |        |        |  |
|  |        | Igor' Andreev            | Igor' Andreev | 3      | 3      |  |  | 6          | Luis Horna               | Luis Horna               | 6             | 6             |   |   |        |            |            |        |        |  |
|  | 8      | Martín Vassallo Argüello | 3             | 6      | 7      |  |  | 8          | Martín Vassallo Argüello | Martín Vassallo Argüello | 3             | 3             |   |   |        |            |            |        |        |  |
|  |        | Carlos Berlocq           | 6             | 3      | 5      |  |  |            |                          |                          |               |               |   |   |        |            |            |        |        |  |